# Troglohyphantes strandi
Troglohyphantes strandi is een spinnensoort in de taxonomische indeling van de hangmatspinnen (Linyphiidae).
Het dier behoort tot het geslacht Troglohyphantes. De wetenschappelijke naam van de soort werd voor het eerst geldig gepubliceerd in 1932 door Absolon & Josef Kratochvíl.